# 981
981 (CMLXXXI) fue un año común comenzado en sábado del calendario juliano, en vigor en aquella fecha.

## Acontecimientos
- Erik el Rojo, desterrado de Islandia, emprende un viaje legendario a Groenlandia; probablemente sus colonos pisaran América sin saberlo.
- Batalla de Rueda

## Nacimientos
- Teodora Porfirogeneta, emperatriz bizantina.